# İçlikaval, Baskil
İçlikaval là một xã thuộc huyện Baskil, tỉnh Elâzığ, Thổ Nhĩ Kỳ. Dân số thời điểm năm 2011 là 56 người.